# Gnaphalium versatile
Gnaphalium versatile là một loài thực vật có hoa trong họ Cúc. Loài này được Rusby mô tả khoa học đầu tiên năm 1896.